# 伊朗婦女
綜觀歷史，伊朗婦女（英語：Women in Iran）在社會中扮演過許多角色，並在多方面做出貢獻。傳統上伊朗婦女被認為該待在家中，從事家庭管理和撫養子女的事。到巴列維王朝時代，這種婦女受隔離的狀況發生巨大改變：禁戴頭巾、享有選舉權、享有受教育權、男女同工同酬和被賦予擔任公職的權利。伊朗婦女曾積極參與過1979年伊斯蘭革命。革命後所頒布的伊朗憲法中第20條明白宣示男女平等，但要求法典依循伊斯蘭教法。伊斯蘭教法仍對男性有利，例如女性繼承的遺產是男性的一半，女性死亡所得的賠償也是一半，但憲法第21條以及伊斯蘭議會通過的某些法令也給予婦女某些利益：婦女可開車、擔任公職以及上大學；在公共場合不戴頭巾依法會受到懲罰；在公共場合，除臉部和手之外，頭髮和所有皮膚部分均須受到覆蓋。

## 歷史

### 遠古伊朗
在伊朗東南部錫斯坦和俾路支斯坦省的史前定居點Shahr-e Sukhteh（另稱被焚之城）的考古發掘所得，顯示這個地區在公元前4至3世紀，女性具有很高的地位。在很多女性墳墓發掘出泥板印鑑，每種印鑑代表不同的家庭，這些印鑑與統治機構所用的印鑑不同。表示在史前時代中，女性在家中經濟擁有甚高的發言權。
在所發現早期阿契美尼德帝國時代的波斯波利斯皇室文件泥板（參見波斯波里斯皇室文件庫藏）上的楔形文字，有三個代表女性的字：mutu、irti和duksis。第一字指平民百姓女性；第二字指未婚的皇室女性；第三字指已婚皇室女性。這種泥板上的文字對於同一性別有三種表達方式，顯示已婚，及與君主有關係的婦女具有重要的地位。泥板文字還顯示皇室婦女曾廣泛遊歷，而且經常親自管理自己的莊園。有記錄顯示王后和宮女們曾組隊與皇帝及其朝臣們進行馬球競技。國王母親所具有的權力由君主親自設定。
在泥板文字紀錄中，“非皇室人員和普通工人沒個別姓名，只依照他們特定工作小組或是工作場所的等級作稱呼。他們的口糧是根據在工作場中的技能和擔負責任而配給。專業按性別分列，再按口糧配給數量列出。記錄顯示有些工作是男女都可從事，而有些則僅限於男性或是女性方可從事。在男女混合的小組中，有男性管理者，也有女性的，可由稍高的糧食配給中顯示出，兩性之間的口糧數量通常差別不大。在某些情況下，與男性處在在同一類別的女性有時會較男性獲得較少的口糧，但也有相反的情況。女性管理者的頭銜不一，或許反映出她們的技能和等級。等級最高的女性工人被稱為arashshara（工長），紀錄中經常出現這個名稱，這些女性管理者在不同地方工作，並管理大量女性工作者，有時也有兒童以及男性在這些小組中工作。這類女性管理者所收到的口糧配給（葡萄酒及穀物）數量通常會高於其他的工人（包括男性工人）。”孕婦的口糧配給也比其他人高，生育新生兒的婦女也可得到額外一個月的口糧。
有些專家說居魯士大帝（公元前6世紀）在波斯受伊斯蘭化（公元7世紀）之前即確立婦女必須遮蓋，以保護她們貞操的習俗。根據這些人的理論，阿契美尼德帝國把婦女披戴頭巾的習俗傳給希臘化時期的的塞琉古帝國。之後再傳給拜占庭帝國，阿拉伯人將遮蓋物變成希賈布，並傳播到他們所征服的廣大穆斯林世界。
薩珊王朝君主霍斯勞二世之女普蘭曾短暫統治帝國近兩年。在薩珊王朝統治期間，受羅馬人俘虜的波斯士兵中有許多是女性，她們與男人並肩作戰。
許多精美的波斯細密畫中都繪有波斯女性。這些畫作通常被用作“追溯早期女性時尚變化”的資料來源。
發生在公元363年羅馬帝國和薩珊王朝之間的泰西封戰役中，戰勝的羅馬士兵特別喜歡年輕的波斯婦女，將她們掠奪當作戰利品。

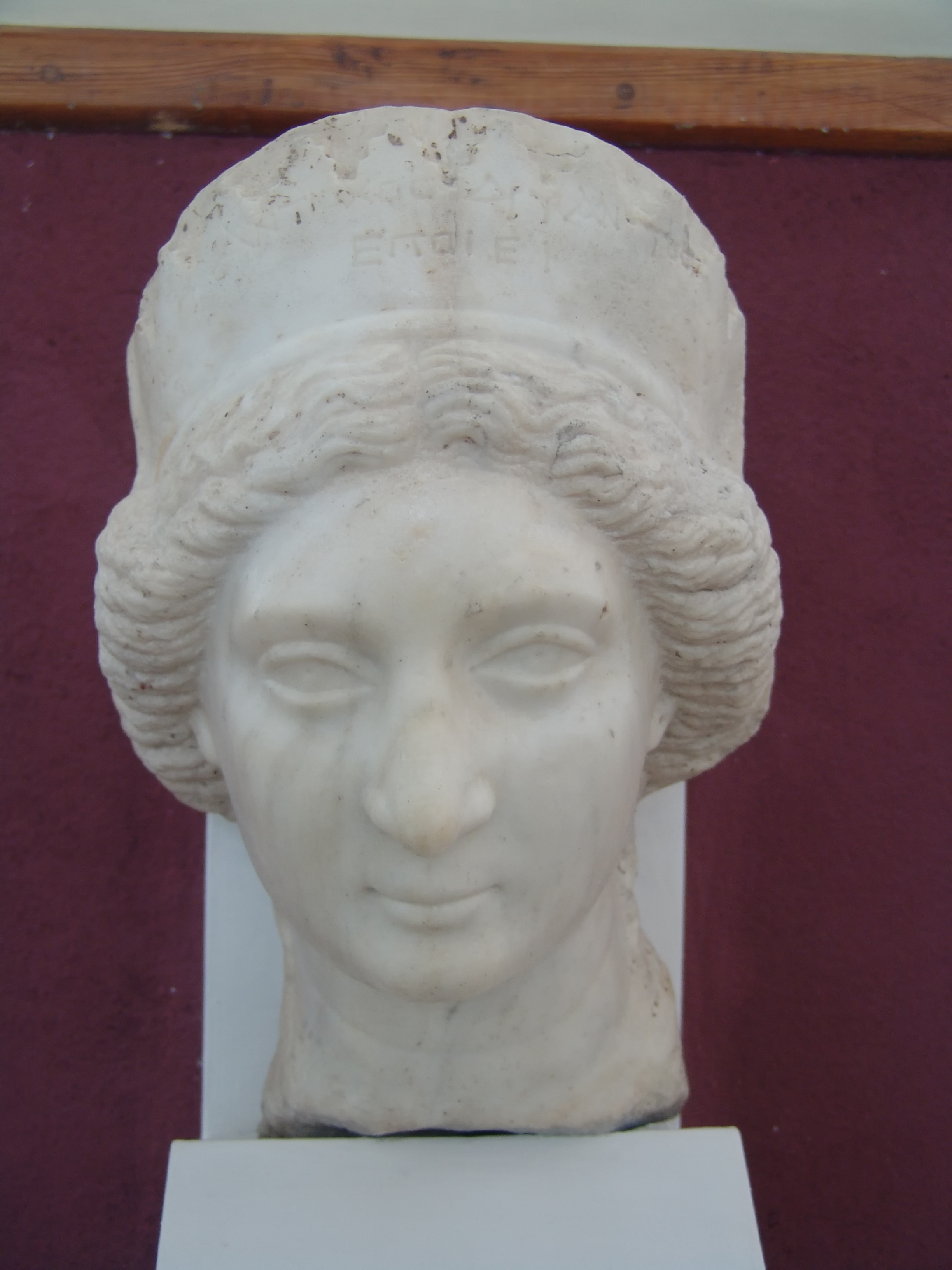
安息帝國弗拉特斯四世之妻，安息的穆薩皇后的半身雕像（英语：Bust (sculpture)）。
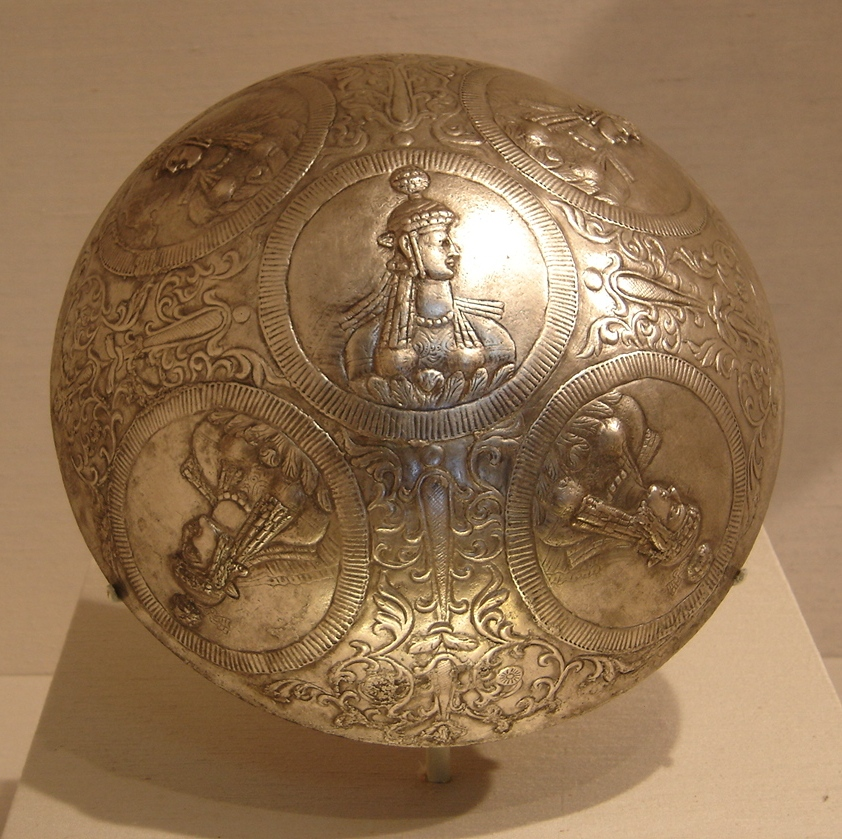
在金屬容器面上的五面同一女士浮雕，她的髮型顯示有可能是薩珊王朝君主納塞赫之妻。伊朗國家博物館收藏
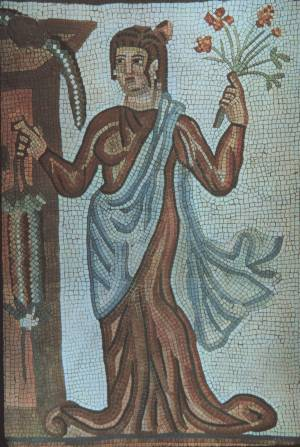
在薩珊王朝古城比沙普爾（英语：Bishapur）具有薩珊王朝藝術（英语：Sasanian art）風格的馬賽克（英语：Roman mosaic）地板上描繪的一位女士
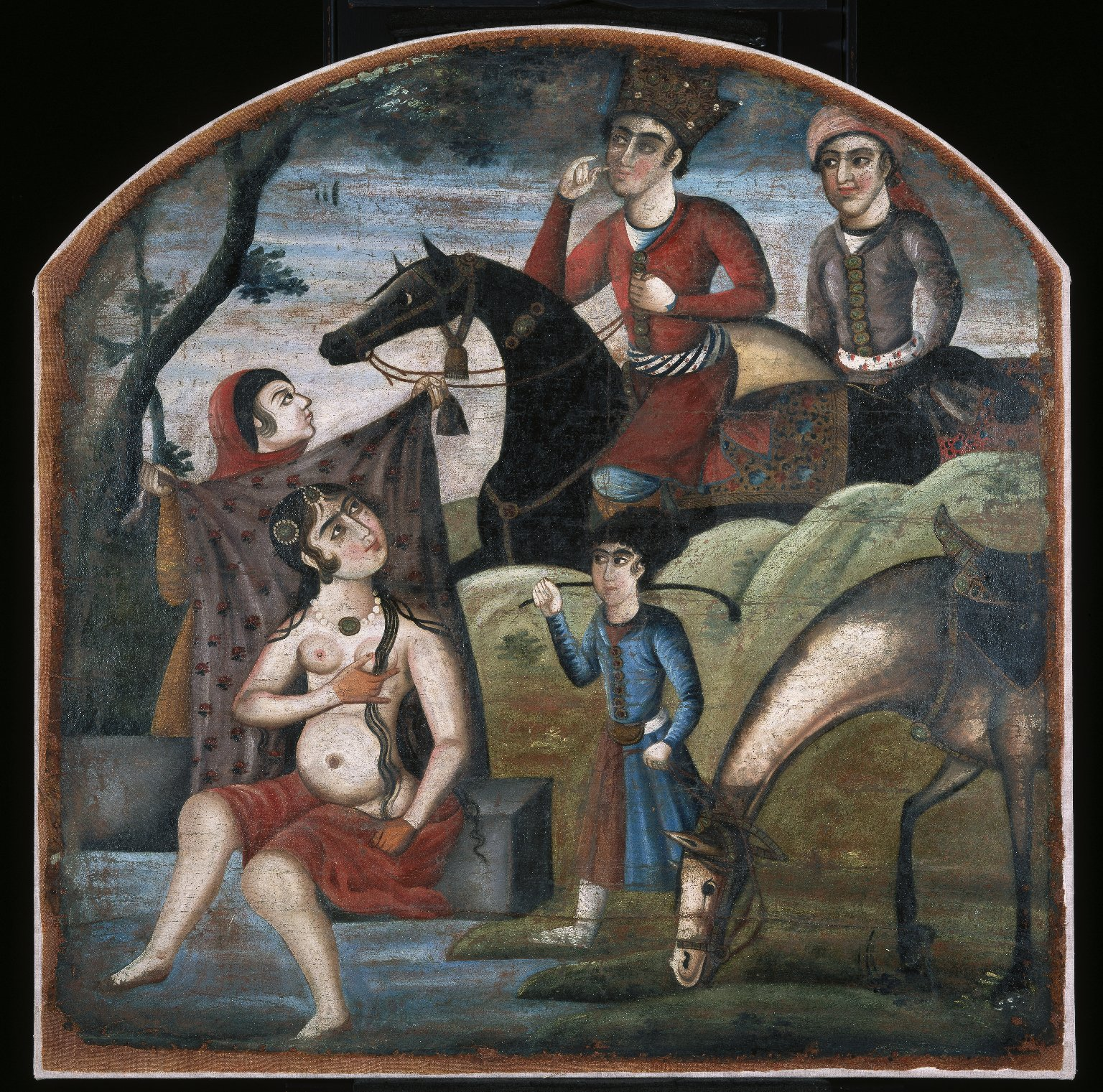
根據12世紀波斯語詩人尼扎米詩篇作品Khamsa（英语：Khamsa of Nizami），在18世紀中葉繪成的薩珊王朝君主霍斯勞二世與亞美尼亞公主席琳（英语：Shirin）之間愛情故事的場景之一，霍斯勞二世巧遇席琳正在水池中沐浴。

### 伊斯蘭時期

#### 卡扎爾王朝
在卡扎爾王朝時期，婦女在經濟中扮演的是重要的後備勞動力角色。她們所做的一直讓家庭、企業主和國家受益，農村和下層婦女大多從事織毯和刺繡的工作，還有生產服裝、紡織品、奶油、水果和茶。她們也從事絲綢、棉花和其他手工藝品的製造。婦女還受僱於太平間、公共澡堂以及在富裕家庭中擔任女傭、乳母和褓姆。在人口眾多的城市，婦女擔任藝人，舞者或是娼妓。雖然女性有許多工作機會，但她們取得的工資較低。此期間在紡織業工作的女性，平均收入是男性的3分之1。雖然女性具有工作賺錢的能力，但她們並沒多少權利，農村女孩仍有可能被一家之主當作貨品賣掉。
這段時期，尤其是在1905年至1911年間，是波斯女性“覺醒”的開始。這種覺醒可被定義為女權運動和女性主義的濫觴，當時的女性逐漸進入公共領域，君主納賽爾丁沙阿的后宮也加入1891年的烟草抗議活動。而參與其中的不僅是富家女性，也包括普通女性。富家女捐獻珠寶，洗衣婦也隨著把自己的儲蓄捐出，用以贊助設立一家國家銀行。伊朗婦女在1911年衝入馬吉利斯（議會）的行動展現出前所未有的女性政治意識和公共行動。而一般仍有讓女性行動受到限制的案例，這類情況讓女性被描繪成受到自己性別自卑情結束縛的囚犯。
經常有種東方主義觀點描述伊朗革命前的卡扎爾女性。伊朗女性作家巴德爾·莫盧克·巴姆達德（Badr al-Moluk Bamdad）的經典作品《從黑暗到光明，英文版書名：From Darkness Into Light: Women's Emancipation in Iran ）在伊朗革命前出版，作者提到波斯在烟草抗議之前的歷史是“黑暗的時代”，當時女性是“可憐蟲”和“無能為力的玩物”，她們與社會隔絕，同時受到“厚重的面紗遮蔽，像寄生蟲般依靠他人”。作者聲稱伊朗女性是“被侷限在家中或是頭巾和斗篷之下的囚犯”。
作者西瑪·巴哈爾（Sima Bahar）在其1983年標題為《伊朗婦女運動的歷史背景（A Historical Background to the Women's Movement in Iran ）》的文章中指出，20世紀初期的波斯立憲革命時期是女性首次與男性一起參與公共行動。她認為在卡扎爾王朝時期，“女性活動範圍僅限於家庭。如果女性在農村地區參與生產活動，也只是為家庭生計。上流社會的女性的生活更為離群索居……她們若要外出，僅在有男性陪伴的情況下才能成行能。”
在卡扎爾王朝（1789-1925年）時期，身為太后的瑪利克·賈漢·卡儂，終其一生（1848-1873年）一直對兒子納賽爾丁沙阿有重大影響。

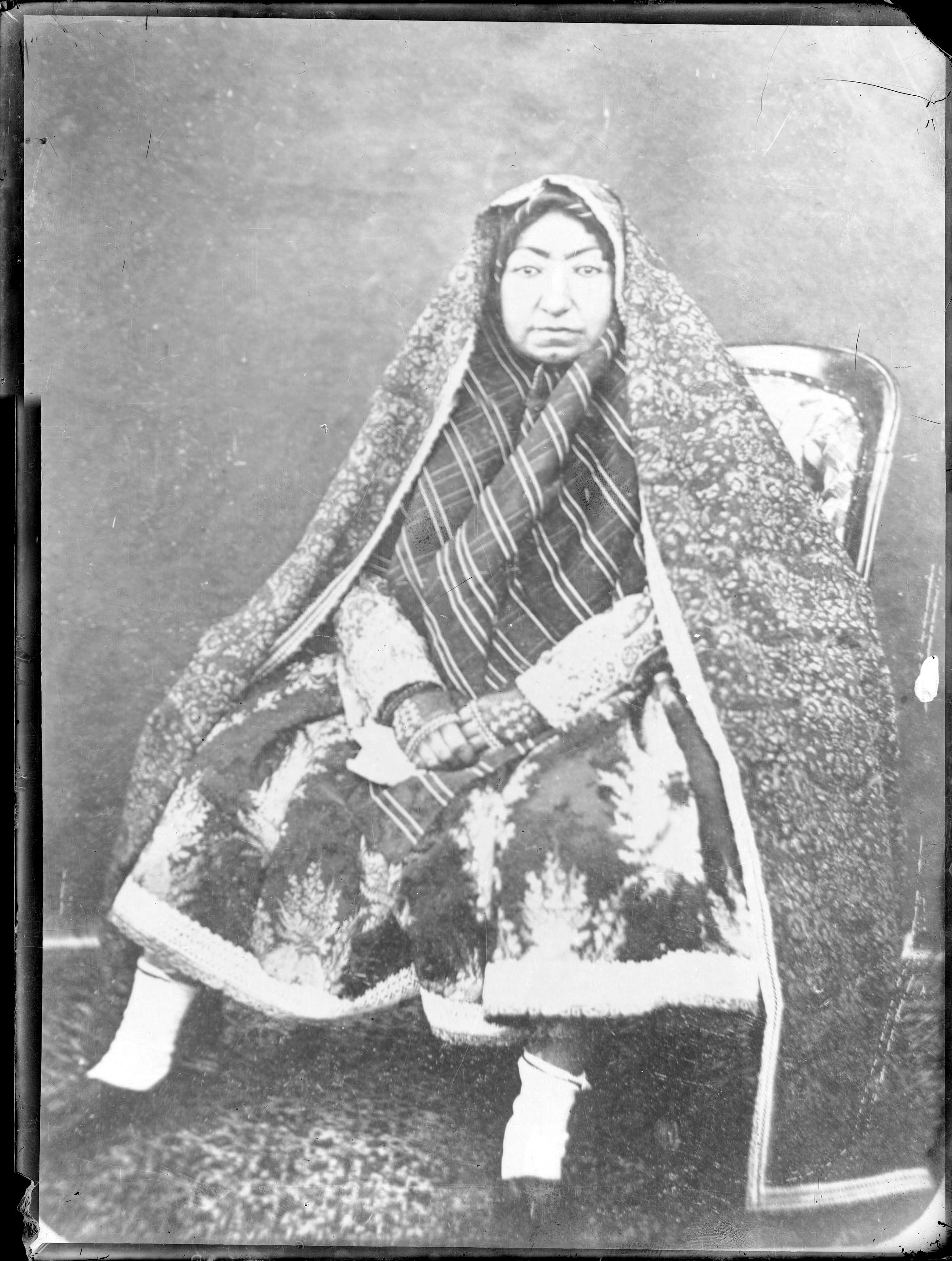
太后瑪利克·賈漢·卡儂，納賽爾丁沙阿之母
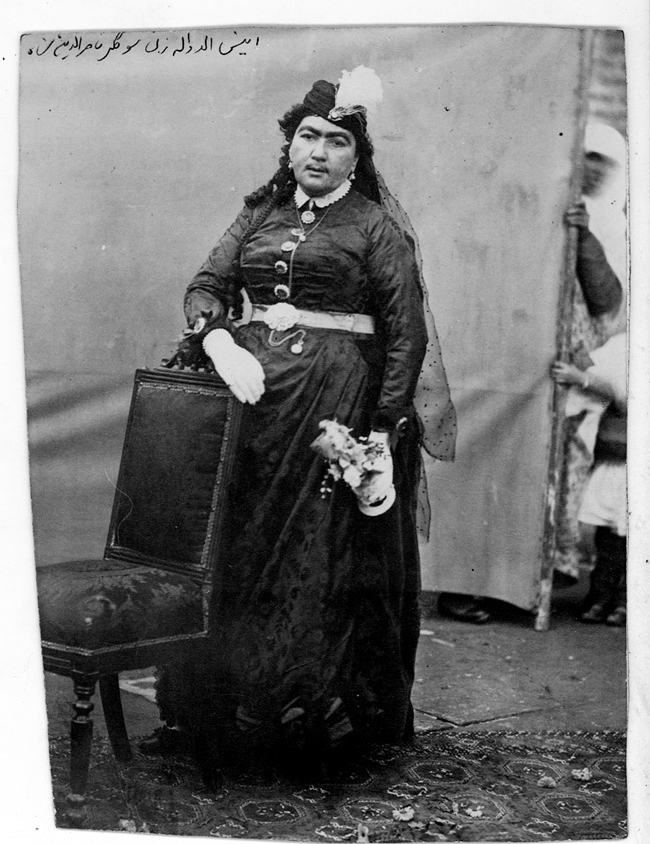
納賽爾丁沙阿之妻阿妮娑朵里（英语：Anīs-al-dawla）
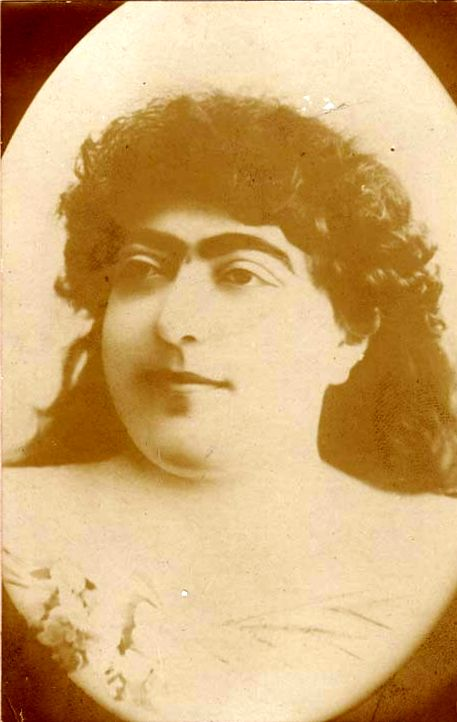
一位卡扎爾王朝時期的女性

#### 巴列維王朝

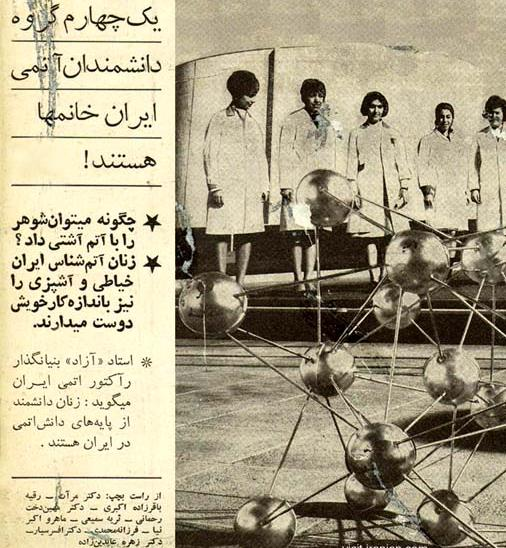
站在德黑蘭大學原子爐前的一群女性博士（1968年）。文字說明：參與伊朗核計劃的科學家中有兩成半是女性。

巴列維王朝（1925-1979年）歷屆君主引入許多有關婦女權利的改革（參見伊朗婦女權利）。禮薩汗早期引入改革的例子之一是頒布除去希賈布法令，從1936年1月開始，強制婦女除去希賈布（頭巾） ，顧名思義，警察甚至會從參與宗教活動的婦女身上強行把頭巾扯掉。婦女參與社會活動總體上有所增加。伊朗婦女參與經濟、教育領域和勞動工作的數目逐漸增加，識字率也跟著提高。女性參與活動的例子有：女性獲得政府高職，如部長、藝術家、法官、科學家和運動員等。
禮薩汗之子穆罕默德-禮薩·巴列維即位之後，導入更多重大改革。例如在1963年授予女性選舉權，不久後有女性的伊斯蘭議會議員，也有女性被任命為法官以及內閣的部長。伊朗家庭保護法也在1967年進行改革，改善婦女在社會的地位，保護法被列入民法典中，目的在保護女性配偶、子女和遭受離婚的女性。改革的總體宗旨在促進社會的兩性平等。
家庭保護法要求丈夫到法院辦理離婚手續，而不能依照傳統伊斯蘭教法規定的三遍塔拉克（triple talaq）- 喊“我休了妳”三次的做法。女性可主動提出離婚要求，男子要娶第二任妻子，必須取得嫡妻的同意。離婚後的子女監護權由家庭保護法庭決定，而非如從前自動交給男方。女性結婚的最低合法年齡在1967年從13歲升至15歲，到1975年再升至18歲。
在整個巴列維王朝時期，女性在教育和勞動方面的進展相當顯著。在1965年到1966年間，女性文盲比例下降11%，但下降主要發生在城市地區，下降比率達到20% ，相較之下鄉村地區只降3%。原因很可能是在此段期間，教育中心和大學均在伊朗城市（主要是德黑蘭和阿巴丹）增加所導致。女性接受更多的教育後，在1956-1966年期間紛紛加入勞動市場。她們開始進入如生物、農學、醫學、教學、法律和經濟等領域，因而獲得更大的政治影響力。在大型都會，如阿巴丹、大不里士和伊斯法罕的女性就業人數增加，後兩城市的女性勞動力顯著增加。有趣的是德黑蘭的女性就業人數反而略有下降。

#### 伊朗伊斯蘭共和國

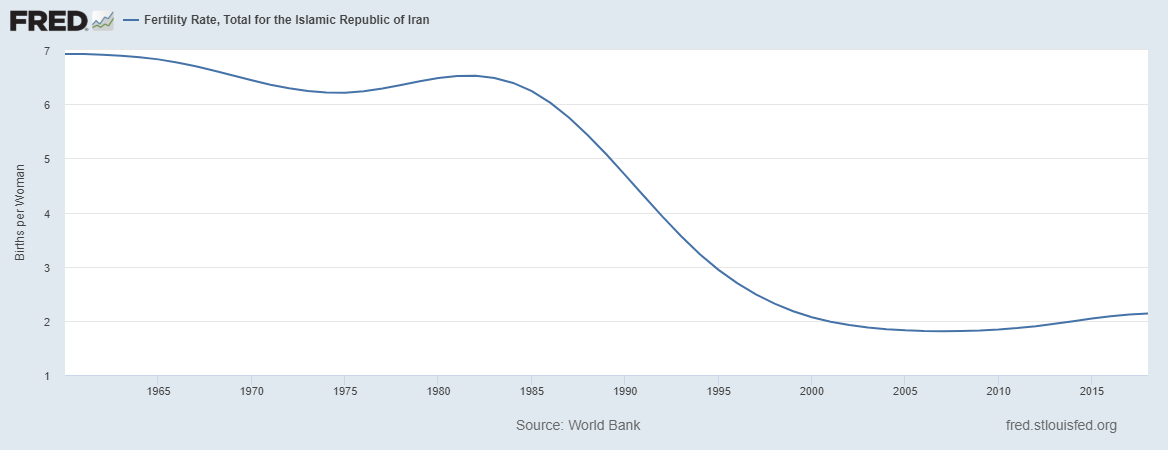
伊朗生育率低下，表示當地婦女較不願意生育子女。

1979年的伊朗革命後，伊斯蘭共和國成立。在新政府統治下，伊朗婦女在某些領域有更多的機會，而在另些領域則有更多的限制。革命的顯著特點之一是有傳統背景的婦女大規模參與，而推動巴列維王朝倒台，在巴列維王朝時代獲得信任和接受高等教育的伊朗婦女參與反對沙阿的示威，君主制因此遭到顛覆。在革命之前，為婦女提供教育的文化已經形成，並且延續到革命之後。有大量婦女擔任公務員及接受高等教育，在1996年，伊斯蘭議會中有14位女性議員。
大阿亞圖拉霍梅尼掌權後，給女性帶來許多矛盾性問題。女性在某些領域獲得相當大的影響力，但仍面臨不少政治障礙，而難以達成與男性地位平等。例如女性得以服兵役，通常在準軍事組織服務，被限制在學校研究領域。兩伊戰爭爆發後，婦女逐步獲得政治權力。婦女在前線和家鄉都被動員起來。她們參與基本的步兵角色，但也參與情報計劃和政治競選活動。在兩伊戰爭的高峰期間，女性佔有伊朗國內勞動力甚大部分，取代參與戰鬥、受傷或死亡的男性。
霍梅尼上台後經常表達對婦女表現的讚賞。他在1979年5月發表講話，談到被什葉派尊為聖母的法蒂瑪：“法蒂瑪（願主福安之）在她父親（穆罕默德）過世後，活了七十五天。對她而言，這個世界充滿悲傷和苦楚。天使長加百列來拜訪並安慰她，並預告她未來會發生的事。“所以，按照這個傳統，在她與加百列接觸的七十五天裡，我不相信除了偉大的先知之外，會有別人有過類似的經歷，在七十五天裡，加百列來來去去，談論將在日後發生的事，以及日後對她的祖先將發生的事“霍梅尼的講話中凱切深以法蒂瑪作為女性的榜樣。他說，雖然並非加百列的拜訪而讓法蒂瑪特別，對霍梅尼而言，法蒂瑪讓人欽佩之處有二：她特殊的精神特質 ，和她優秀的道德品質，這些受加百列來訪而更彰顯。霍梅尼進一步解釋，法蒂瑪可能天生就有具有這種精神特質，或是法蒂瑪經歷過一種獨特的神秘體驗。這讓霍梅尼認為法蒂瑪是理想的女性榜樣。法蒂瑪的卓越道德品質透過三個相互關聯的活動：奮鬥、鼓舞男性和苦難而體現。法蒂瑪啟發她的丈夫阿里（也是先知穆罕默德的堂弟）作為虔誠的穆斯林。霍梅尼把這種靈感與伊朗婦女以及她們應該如何努力效法法蒂瑪，追隨自己的宗教使命相提並論。
在革命期間，婦女所戴的頭巾被視為抗議的象徵，但許多婦女談到強制披戴希賈布的話題時，都感到震驚，而導致1979年發生在德黑蘭的反對強制戴頭巾國際婦女節抗議活動。當霍梅尼被引述說，他更喜歡看到女性穿著樸素的伊斯蘭服裝，這個話題更被擴大。1981年，伊朗強制要求婦女披戴頭巾，禁用化妝品，道德警察還引入嚴厲的懲罰，例如用鋒利刀片刮除唇上的口紅。1980年代初，婦女被禁止擔任法官，不鼓勵成為律師。伊斯蘭政府把1967年和1973年的家庭保護法廢止（原因是這些法律限制一夫多妻制）、禁止婦女主動提出離婚、降低最低結婚年齡。政府禁止避孕，把女孩結婚年齡從15歲降低到9歲。他們還禁止女性涉入多項科目和專業。
霍梅尼過世後，許多對於婦女的限制受到取消。政府經常透過免費分發避孕藥具來穩住人口增長率。結果是每名婦女從平均生3.2個子女下降到2.3個，是中東地區最低的數字。1992年，伊朗政府通過一套女性就業政策，鼓勵女性加入勞動力，也同時強調家庭角色對女性的重要性，鼓勵女性進入婦科學、藥理學、助產學和實驗室工作。但不允許她們進入“於伊斯蘭教不妥”的領域。1990年，女性再度被允許進入法律領域，她們可在特別民事法庭工作，但不能擔任法官。
霍梅尼去世後繼任的拉夫桑賈尼總統對婦女進行更實務的改革。拉夫桑賈尼強調在伊斯蘭教中，“婦女可在任何領域不受影響而接受教育。”拉夫桑賈尼所關注的三大領域是教育、計劃生育和健康。1986/87年的統計數據顯示，在進入牙醫學、聽力學、統計學、視光光、影像診斷學和放射治療學方面，女性與男性數目相當。據宗教政治領袖稱，伊朗婦女被認為可同時具備傳統和現代特質，她們在受教育時即被灌輸如此概念。表示婦女的核心角色發生在家中，要照顧子女、家庭和處理家務，同時也能進入社會並參與公共生活，而又不會把家庭的社會地位降低。婦女被束縛在家，而創造她們的傳統私領域，有外出融入社會的自由，而創造出現代的社會現象。伊斯蘭共和國從未刻意把婦女束縛在家中，以盡為人妻為人母的職責，實際情況是由公眾的宗教概念所造成。伊斯蘭教並未禁止婦女參與公共生活，而是伊朗的政治和文化氛圍鼓勵婦女從事家庭的私人生活。現在許多學校都鼓勵入學年輕女孩為為人母為人妻，同時又為積極參加社會和政治實務做準備。然而伊斯蘭共和國的教育計劃，對於教育男孩和女孩之間仍有明顯的區別。這包括介紹給她們在家庭所擔任的角色，以及男性和女性在婚姻生活中的角色。但女孩們有信心將自己投入到她們希望進入的教育領域，同時仍能維持個人家庭生活。拉夫桑賈尼所關注的，除教育之外，還特別注重伊朗的計劃生育和健康，婦女在這部分扮演著核心角色。縱然發生過兩伊戰爭，伊朗的人口仍在整個1980年代中飆升，1983年出生率達到每千人有3.9人，是當時世界平均水準的兩倍。伊朗在在全國建立婦女衛生診所；到1994年，伊朗全國有10,000多個衛生中心，提供避孕藥具給予婦女，而之前這種藥具曾遭到禁止。伊斯蘭議會在1986年通過一項包含12條文的法律，讓婦女享有許多婚姻權利。其中包括婚前協議、離婚婦女分享財產的權利和增加贍養費的權利。確定國家利益委員會在1992年通過一項法律，允許遭受“不公義和不公正”離婚的婦女向前夫取得她們在婚姻期間所從事家事服務的補償。
到1999年，伊朗有140名女性刊物發行人，數目之多，足以單獨舉辦一次全由女性出版的書籍和雜誌的展覽。截至2005年，伊朗有65%的大學生和43%的受薪族是女性。截至2007年初，伊朗理工科學生中有近70%是女性。
伊朗在2000年代初的女性部會首長佔27.1%，世界排名第23位，但女性議員的比率只有2.8-4.9%，讓伊朗在過去15年中的世界排名，屬於末段班的25個國家之內。2009年，法特梅赫·博達吉女士成為負責法律事務的副總統，也是阿赫瑪迪內賈德總統的高級顧問。負責婦女與家庭事務的副總統瑪炎·莫塔西薩德女士也被選為總統顧問。
至少有位美國政治觀察家（羅伯特·D·卡普蘭）評論說，伊朗有相當多的女性官員，與其他中東國家相比，表現得沒那麼傳統。“在伊朗，你可把相機對著一位女性照相……她的反應是微笑”而在其他較保守地方的女性會為此介意，兩者形成鮮明的對比。
在伊朗，警察部隊中也有女性，負責處理婦女和兒童犯罪事務。根據伊朗最高領袖阿里·哈梅內伊的看法，在家庭和社會中提供機會讓女性發揮才能，才是尊重女性的做法。
2019年5月14日，伊斯蘭議會通過一項伊朗國籍法修正案，其中一項是伊朗女性與具有外國國籍的男性結婚時，應為這類女性所生，年紀在18歲以下的子女授予伊朗國籍，而伊朗男性的子女和配偶則被自動授予國籍。伊朗憲法監護委員會於2019年10月2日把修正案簽署為法律，但要把外國籍父親的背景列入考慮。
伊朗足球協會在2019年8月解除伊朗女性進入足球場的禁令（40年來首度）。2019年9月8日，一位伊朗年輕女性薩哈爾·霍達亞里因試圖進入體育場被捕，之後自焚而身亡。此次事件後，國際足球聯合會保證伊朗婦女從2019年10月開始可進入體育場。在2019年10月10日有超過3,500名伊朗婦女進入阿薩迪體育場，觀賞伊朗對陣柬埔寨國家隊的世界杯足球外圍賽。

### 婦女與反政府抗議活動
國際特赦組織報告稱他們收到幾起被關在伊朗監獄中女性及男性遭受強姦的案件報告。2020年1月17日，國際特赦組織的伊朗問題特別記者拉哈·巴赫里尼 (Raha Bahreini) 披露一起被拘留在德黑蘭的伊朗女性遭性侵案。這位伊朗婦女在烏克蘭客機受攻擊墜毀（參見烏克蘭國際航空752號班機空難）後，因參與抗議活動而遭到逮捕。

## 政治
| 組織               | 席位         |
| ------------------ | ------------ |
| 內閣               | 2 / 31(6%)   |
| 國會               | 17 / 290(6%) |
| 專家會議           | 0 / 88(0%)   |
| 憲法監護委員會     | 0 / 12(0%)   |
| 確定國家利益委員會 | 0 / 39(0%)   |
| 伊朗地方議會       |              |
| 德黑蘭市議會       | 6 / 21(29%)  |
| 馬什哈德市議會     | 2 / 15(13%)  |
| [伊斯法罕市議會    | 2 / 13(15%)  |
| 設拉子市議會       | 2 / 13(15%)  |
| 大不里士市議會     | 1 / 13(8%)   |

伊朗婦女於1963年獲得選舉權。她們於1937年首次獲准進入伊朗的大學就讀。從那時起就開始有幾位婦女在政府或議會中擔任高級職務。在1979年伊朗革命之前以及之後即有幾位女性擔任部長或是大使的職位，法羅克魯·帕薩在1968年被任命為教育部長，是伊朗首位女性部長，馬納茲·阿夫卡米於1976年被任命為婦女與家庭事務部長。
另外如Tahereh Saffarzadeh、瑪蘇梅·埃卜特卡爾、Azam Taleghani、Fatemeh Haghighatjou、Elaheh Koulaei、Fatemeh Javadi、Marzieh Dabbaq和Zahra Rahnavard等知名伊朗婦女均在伊朗革命後出現。而有伊朗裔的婦女如高莉·亞梅麗和法拉卡利梅則在西方國家機構中擔任職務。 
目前伊朗國會中中有17名女性，在290名國會議員重的佔比為6%。這比上屆國會中的9名增加6人。
目前，伊朗有幾個全女性的活躍政治組織，包括：
| 黨派                     | 秘書長!Camp                            |                |
| ------------------------ | -------------------------------------- | -------------- |
| 瑞納社會黨（全女性黨員） | Azam Haji-Abbasi                       | 伊朗原則主義派 |
| 伊斯蘭革命婦女聯盟       | Sedigheh Hejazi                        | 伊朗原則主義派 |
| 伊斯蘭女性會議           | Fatemeh Karroubi                       | 伊朗改革派     |
| 伊斯蘭共和國婦女聯盟     | Zahra Mostafavi Khomeini（霍梅尼之女） | 伊朗改革派     |
| 女性新聞工作者聯盟       | Jaleh Faramarzian                      | 伊朗改革派     |
| 女性改革黨               | Zahra Shojaei                          | 伊朗改革派     |
| 穆斯林婦女進步黨         | 法特梅·拉基                            | 伊朗改革派     |
| 伊斯蘭革命婦女黨         | Azam Taleghani                         | 伊朗改革派     |
| 促進婦女權利黨           | Shahindokht Molaverdi                  | 伊朗改革派     |

## 教育

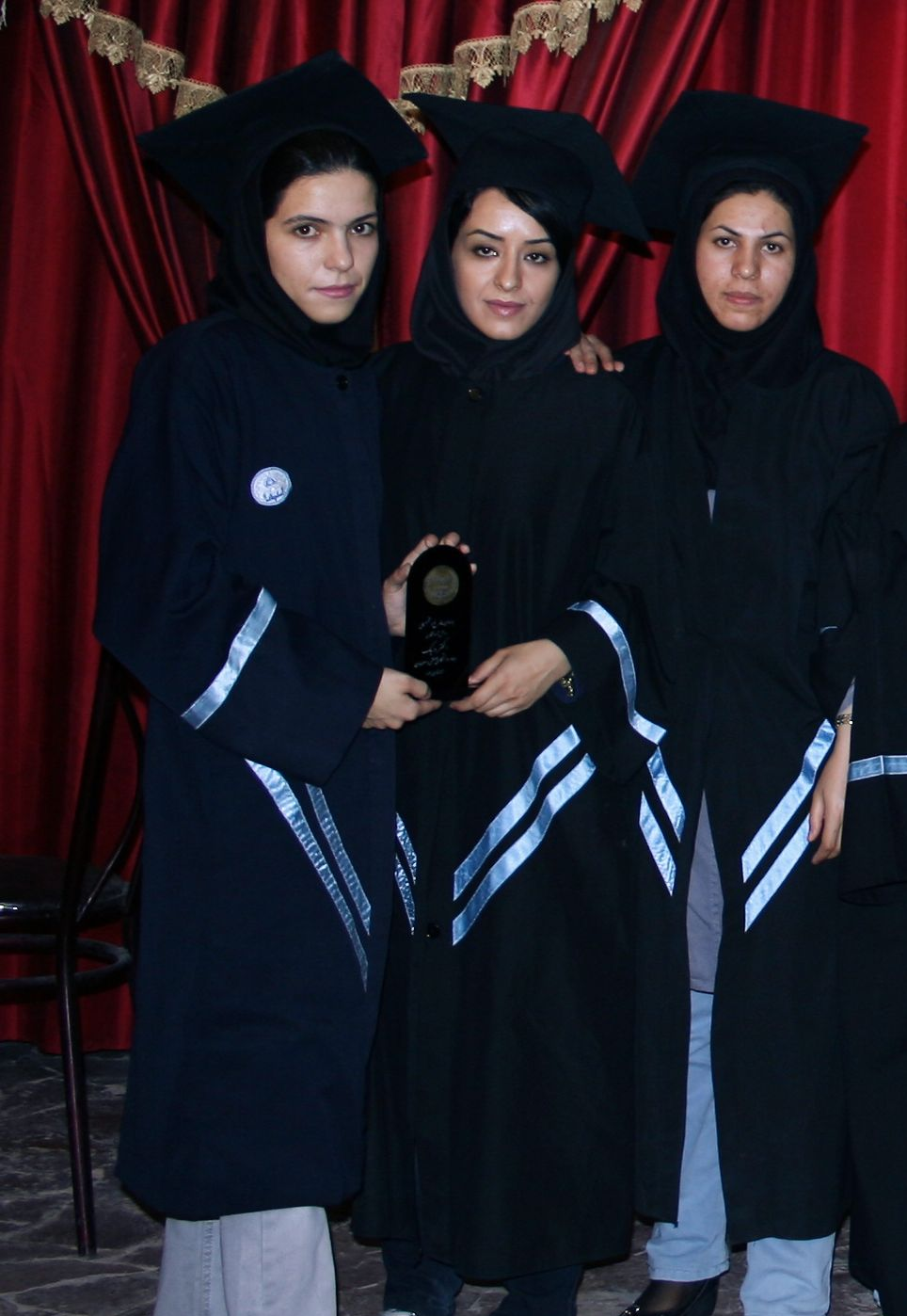
伊斯法罕理工大學女性畢業生。根據聯合國教育、科學及文化組織（UNESCO）2012年資料，伊朗女性讀工程領域的比率高於世界其他國家。

教育在伊朗社會中發揮重要作用，特別是在20世紀初，該國在禮薩汗領導下開始把國家現代化，女子學校的數量開始增長。伊朗婦女接受正規教育始於1907年，當年開始設立女子小學 。到20世紀中葉，由於伊朗賦予婦女選舉權和把婦女最低結婚年齡提高，提供婦女更多走出家庭接受教育的機會。到1989年，伊朗女性通過大學入學考試的人數超過男性。
雖然伊朗當局致力控制女性在受教育領域所佔的優勢，但女性參與教育的速度並未放緩。結果導致政府對女性在受教育時予以嚴格限制，譬如是男女分班、要求穿著傳統伊斯蘭服飾以及引導女性接受更“適合女性”的主修課程以避免她們選擇某些職業。
女性文盲比率自1970年以來一直在下降（當年為54%），到2000年已降到17.30%。伊朗女性教育讓識字率從46%上升到83%。伊朗在1970年代的女性識字率在全球排名第10，並持續保持這一名次。
根據UNESCO的世界調查，在小學入學率方面，伊朗在世界主權國家中的女對男比例最高（1.22：1.00）。根據UNESCO在2012年的數據，伊朗在工程領域的女學生比世界上任何其他國家都高。
伊朗女性在1932年可上的第一所大學是德黑蘭大學。
促使伊朗女性接受高等教育的其他因素是追求社會公義和平等、增強女孩的知識水準，參與社會文化和政治，以及傳統觀念的改變。由於婦女受過高等教育而具有知識，能參與決策。另一方面，教育可提升女性的社會地位，在伊朗革命之前，只有富家出身，或是皇族女性才能接受高等教育。另一個推升女孩接受教育的因素是結婚年齡的提高。因前述原因，女性對教育的需求更大。隨著女性在高等教育中的進步，她們更多涉入勞動市場。但勞動力市場中女性的比例仍然很低，各機關、政府和非政府組織優先考慮的是男性。即使經濟、社會、文化和政治發生變化，社會上具有的性別上刻板印象仍然存在。此外，受教育的人數女性增加，但女性勞動力市場仍然存在失業問題。最後是女性所受的教育和從事的工作並無關係，有50%的大學畢業女性，他們從事的工作和在學校所學並不相干。

## 對經濟的作用

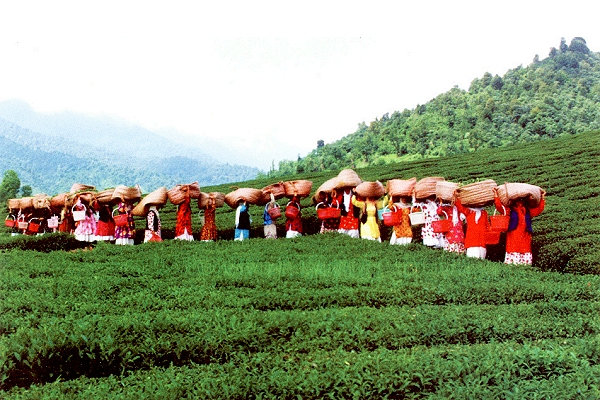
伊朗北方拉希詹一處茶園中的採茶作業。

伊朗自1970年代以來，經歷過重大的經濟和社會變革。女性勞動參與率從1996年的9.1%上升到2004年的14%，到2009年增加到31.9%。13年之間的比例增長達22.8%。伊朗女性人口佔總人口的一半以上，但她們只佔勞動力的小部分。伊朗人口普查的官方統計數據顯示該國女性的勞動參與率仍然很低。伊朗女性雖然只佔整體勞動力的30%，但這些參與的女性中在經濟領域活躍的比例是加倍增長，從1986年的6.1%，增加到2000年的13.7%。在2004年，伊朗的就業人口為1,800萬人，女性僅佔其中的12.9%（即大約232萬人）。國際勞工組織數據顯示近年來伊朗女性的失業率持續高於男性。女性主要從事典型的教學和護理工作。82.7%的女性公務員從事的是教書和教育工作，其次是行政、財務、文書、衛生和醫療領域。但跟據國際勞工組織的資料，伊朗女性就業的前三大領域是農業、製造業和教育工作。導致女性就業增加的因素之一是她們的識字率提高。自1970年以來，女性的文盲率一直在下降，當年是54%，到2000年則降到17.30%。伊朗女性受教育的結果是的識字率從46%上升到83%。在1970年代，伊朗女性識字率是世界排名第10位，至今仍保持這一名次。女性勞動參與率和識字率一直在提升。但與男性相比，女性的失業率仍然相當高。例如在1996年，女性的失業率為13.4%，而男性的為8.4%。自1996年以來，男性和女性的失業率都有所上升，但其中的性別差距仍然存在。例如在2008年，男性失業率為9.1%，女性的為16.7%。

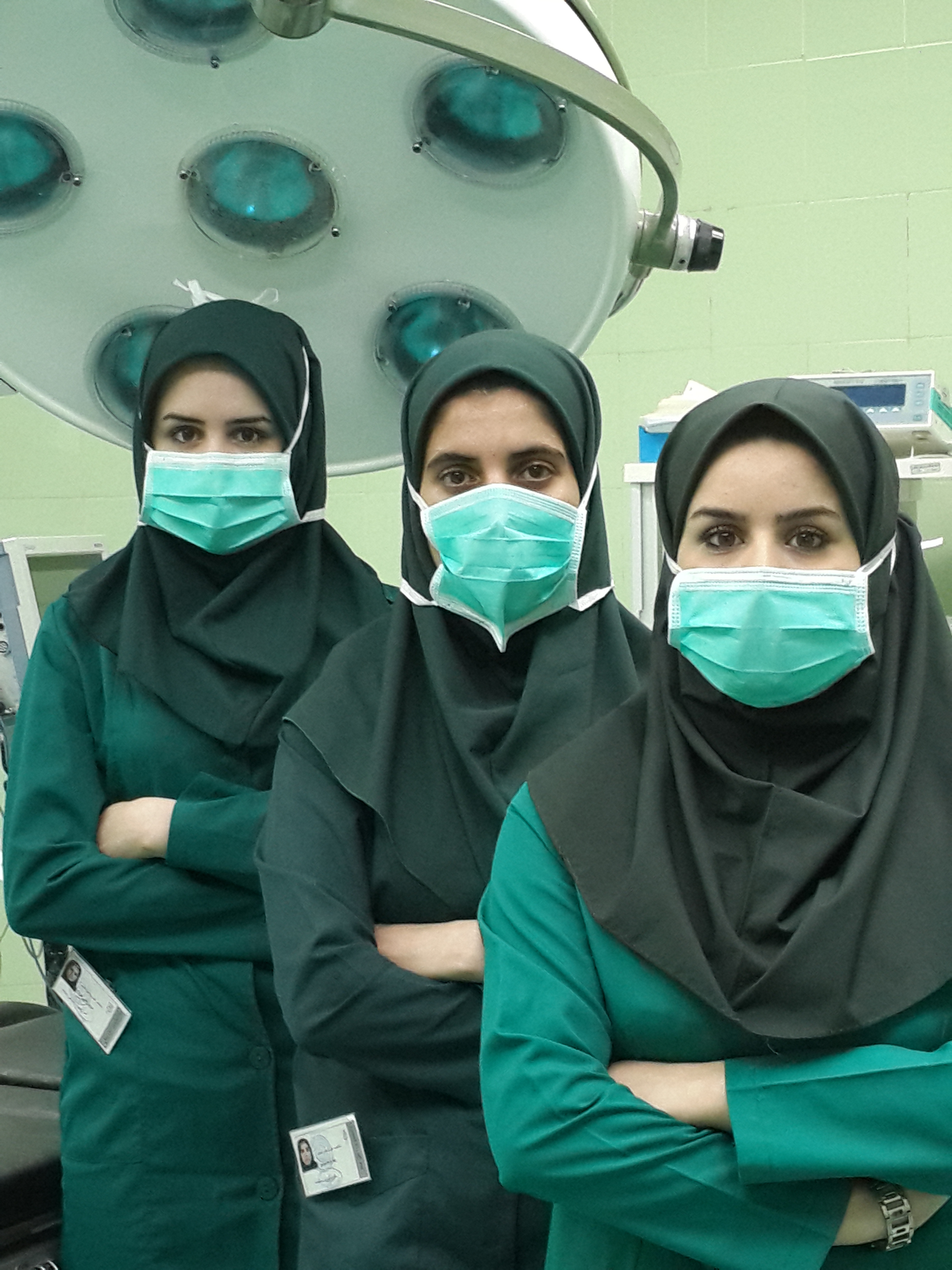
伊朗女性外科技師

關於各項研究伊朗的女性勞動參與，所得結果不同，原因是測量方法的差異所造成。伊朗人口普查使用一種勞動參與的測量方法，而國際勞工組織則使用另一種。例如伊朗人口普查使用不同的截止年齡，在1976年使用10歲，而在1986年使用6歲，而國際勞工組織使用的是15歲。世界銀行和國際勞工組織對近期伊朗女性就業有不同的數據；國際勞工組織的數字是17.1%，遠高於世界銀行的。但總體而言，所顯示的是伊朗女性就業似乎隨著時間的演進都處於上升的趨勢。
伊朗女性在從前被侷限在私人領域，包括照顧家庭和子女，她們的行動受到限制，需丈夫同意才能出外工作。雇主認為女性與男性相比，是不可靠的勞動力。但伊斯蘭革命在改變這種看法方上產生一些影響。世俗女性主義者和社會精英對伊朗革命不滿意，而其他女性主義者（如羅克薩娜·巴赫拉米塔什則認為革命的確把女性引入公共領域。1979年的革命獲得渴望為自己爭取權利的女性的廣泛支持。但伊斯蘭共和國的基本著重是認為婦女的責任和義務在於家庭。研究人員奧姆斯特德（Jennifer C. Olmsted）補充說，伊朗婦女因而有“雙重負擔”。研究人員Ali Akbar Mahdi在其發表的報告中同意溫尼伯大學榮譽退休女教授Parvin Ghorayshi的觀點，即男性透過讓女性順從和限制她們在私人領域的活動，讓她們受到這些沒報酬活動的剝削。.在研究人員Zahra Karimi的報告中，她的看法是在伊朗革命之後，雖然書面表達的是女男在就業上平等，但實際做法並非如此。對比革命前和革命後的1976年至1986年間，婦女的勞動參與率大幅下降（從12.9%下降到8.2%）。]此外在1990年代，由於國內工資法認為婦女的家務勞動屬於有償工作，而在離婚時就此對丈夫提出要求，並成功獲得補償。
]
 

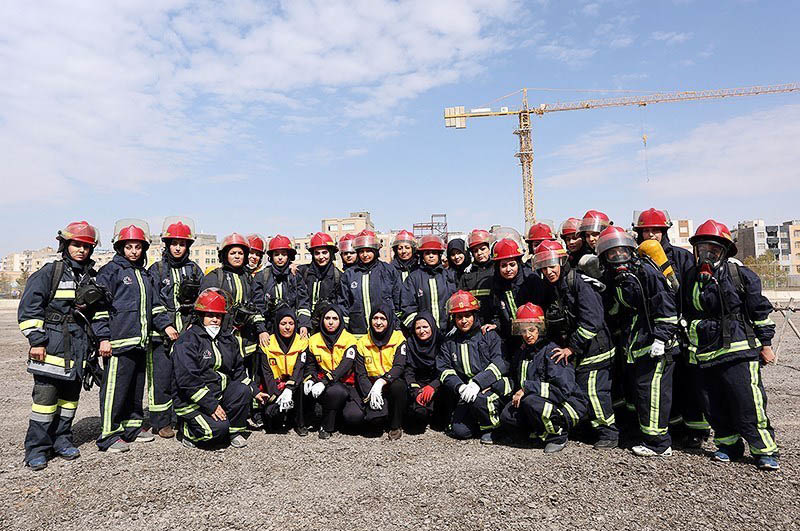
在馬什哈德的女性消防隊員。

美國在1979年對伊朗實施經濟抵制，伊朗許多經濟領域因而受到影響。特別是地毯產業，伊朗婦女的勞動參與因此受到影響。因編織地毯可在家中進行，是常見的伊朗女性工作。當市場發生波動，商人可輕易根據需求在勞動者家中移除或增加織機。育有子女的婦女可在家中工作，順便照顧她們的子女。 編織地毯是農村婦女中非常普遍的工作。這是種讓農村地區婦女參與，增加經濟價值的方法。在1996年，伊朗有超過91%的女性工作人員在紡織產業服務，主要就是編織地毯。這情況因為制裁而被改變。雖然有制裁存在，美國市場對伊朗地毯的需求仍然很高，進口商的對應方式是從如中國和印度等國家購買，而設計由伊朗提供。1994年至2005年之間，伊朗地毯出口急劇下降。伊朗在1994年出口的地毯價值超過200萬美元，但到2005年，地毯出口額降至500美元以下，也就是說，地毯在伊朗非石油產品出口中的佔比大幅降低。奧姆斯特德與學者范倫泰·莫哈頓持相同的觀點，這種制裁會對伊朗勞動市場中的女性有重大影響，尤有甚者，大多數地毯織工是教育程度較低的女性。

## 女性創業家
根據全球創業監測報告在2012年的資料，在2008年至2012年間，伊朗18至64歲女性的創業率在4%至6%之間波動，而她們的經濟參與率僅佔整體經濟的13%。

## 伊朗婦女運動
在伊朗的政治歷史中，婦女權力運動有甚為複雜的面向。伊朗婦女一直設法擴充社會規範的界限，並不斷獲得更多的政治和經濟權利。婦女在伊朗革命的各個層面都積極參與。但是在霍梅尼成立伊斯蘭共和國後的幾個月內，許多重要婦女權利遭到廢除，但伊朗到1980年代中期則立法，設立更具保護性的法律來取代。

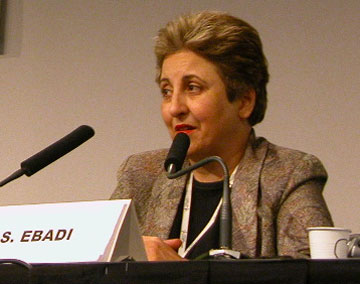
希林·伊巴迪是位伊朗律師及人權活動者。

在巴列維王朝時曾擔任伊朗第一位女法官的希琳·艾巴迪因在促進人權方面的努力而在2003年獲得諾貝爾和平獎。
在過去幾十年裡，伊朗婦女在伊朗的科學運動、藝術運動（參見伊朗現代和當代藝術）、文學新浪潮（參見波斯文學）和伊朗電影新浪潮（參見伊朗電影）中均佔有重要地位。根據伊朗科學研究與技術部的資訊，伊朗在1998-99學年度，大約有6%的教授，8%的副教授及14%的助理教授是女性。然而在自然科學的學生中，女性佔56%，其中包括5分之1的博士生。女性在所有伊朗學生中的佔比是49.8%。
阿赫瑪迪內賈德在2005年就任總統，西方媒體稱婦女權利減少。他在2009年連任後任命他的第一位女性部長。

## 伊朗婦女節
伊朗人民每年都會在主馬達·阿色尼月的第20日（(阿拉伯语：جمادى الثاني)）紀念全國婦女節和母親節，這天是先知穆罕默德女兒及伊瑪目阿里妻子法蒂瑪的出生紀念日。許多伊朗人利用這個特殊日子來感謝和對他們的母親、祖母、妻子和姐妹表達敬意，並花更多的時間與他們相處。他們透過致贈禮物給這些女性來表達敬意。

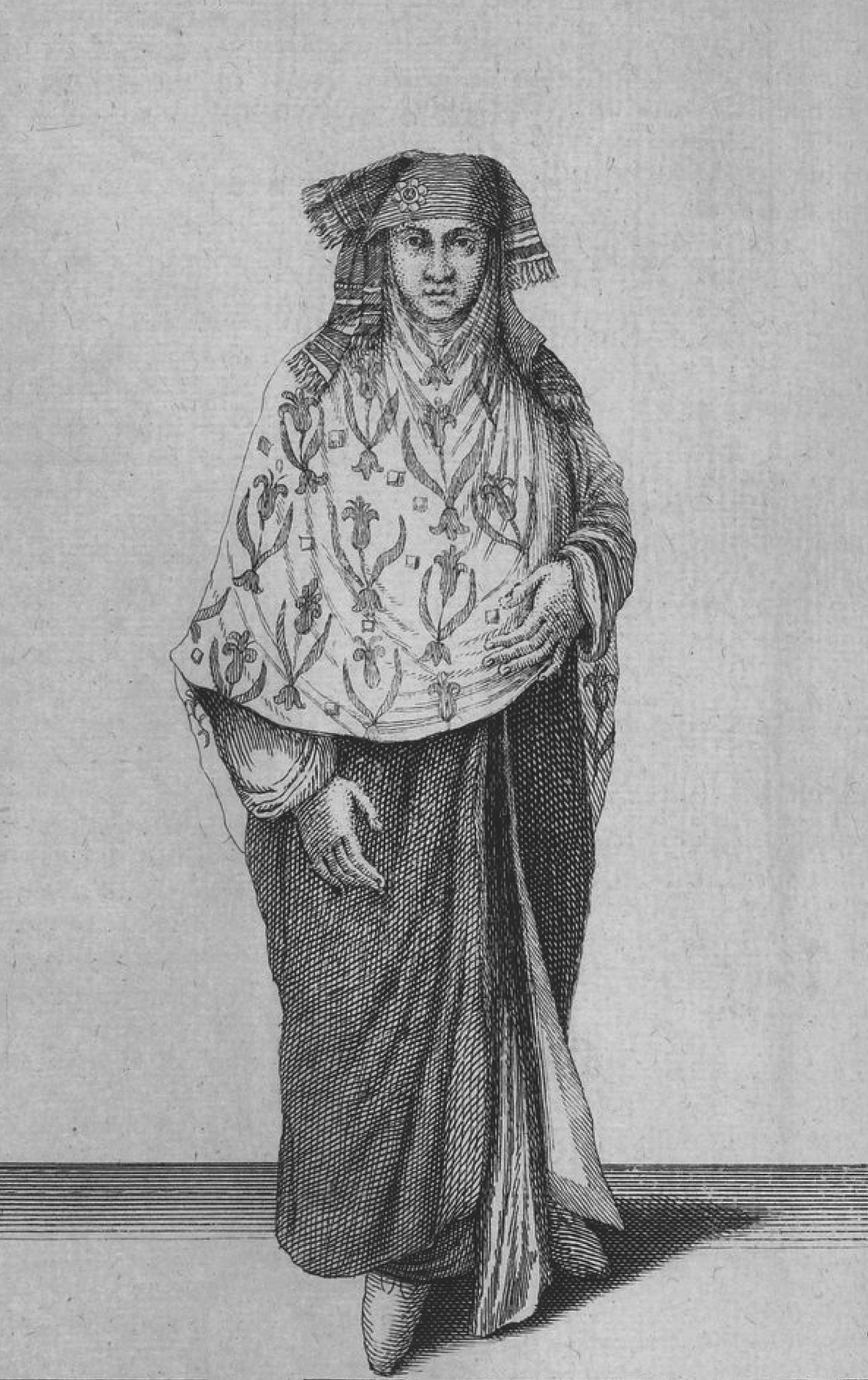
薩法維王朝時期信仰祆教女性服飾。

### 伊朗伊斯蘭化前時期
個人的文化身份可由他們的服裝展現。伊朗在遠古伊斯蘭化（參見伊朗歷史#伊斯蘭對波斯的征服）之前的幾個世紀，披戴頭巾一直是大伊朗女性的著裝守則。這個地區首次出現的頭巾在遠古美索不達米亞歷史上被證明是一種輔助服飾， 但後來在亞述成為具有排他和特權的性質，甚至有社會法的約束。頭巾是上流社會和皇室婦女享有的身份象徵，而法律禁止農民婦女、奴隸和娼妓披戴頭巾，違反者將受懲罰。遠古伊朗人在公元前612年征服新亞述帝國和在公元前539年征服新巴比倫帝國後，伊朗的統治精英就採用那些美索不達米亞習俗。在隨後伊朗各王朝統治期間，頭巾首先是富貴階級的專屬，但逐漸散布，最後成為一般平民的標準服飾。

### 伊斯蘭時期
後來當穆斯林阿拉伯人征服伊朗薩珊王朝之後，當時的穆斯林受到伊朗強大的文化影響，也採用頭巾。

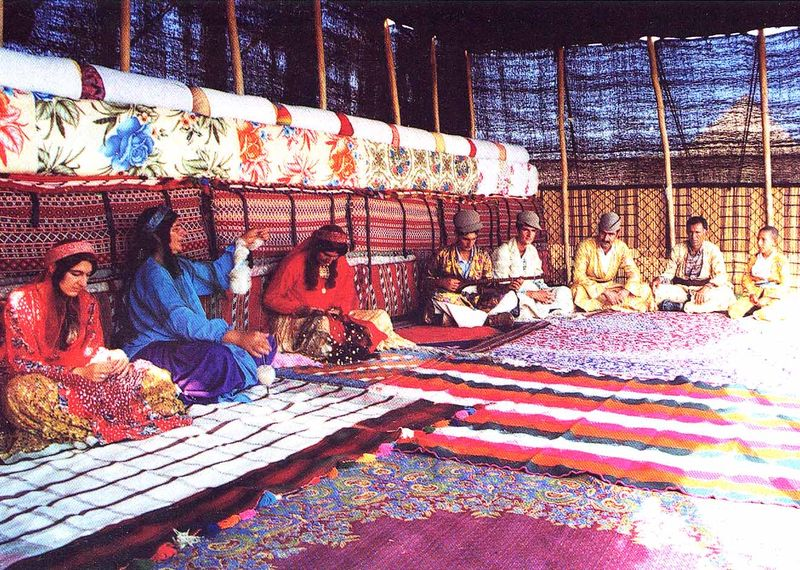
採遊牧生活的卡什加人，是伊朗人中的少數婦女不披戴頭巾的族群。

這種普遍的情況在中世紀中亞的突厥游牧部落來伊朗後確實發生一些變化，這些族群的婦女不戴頭巾。[然而在16世紀薩法維王朝實施中央集權，頭巾成為伊朗帝國各地城市地區婦女的標準頭飾。例外情況僅在村莊和游牧民族中可見，那兒的女性不披戴頭巾（譬如卡什加人）。 
用頭巾遮住頭髮和整張臉的情況在伊朗人中甚為罕見，這種遮法主要限於阿拉伯裔伊朗人（有尼卡布、巴托拉 和波希亞三種）和阿富汗人（波卡）。後來在19世紀後期卡扎爾王朝統治時的經濟危機期間，由於紡織品價格高昂且稀少，城市婦女中極窮困者根本無力購買頭巾。由於前述的歷史原因，用頭巾遮蓋頭髮一直被當作是女性穿著的規範，將之摘掉被認為是失禮，甚至是種侮辱。20世紀初，伊朗人把不披戴頭巾當作是農村的、游牧者、貧窮和非伊朗人的穿著方式。披戴頭巾為女性提供某種程度的道德滿足感。女性最好披戴頭巾，因為這樣才算穿戴妥當。

### 巴列維王朝推動西化與禁戴頭巾
伊朗女性在19世紀中期開始對披戴頭巾公開挑戰。如塔荷蕾、呼妲·莎拉威和賽亞·娜巴拉維等在公共場合公然揭下頭巾，而引發政治和宗教爭議。這些女性辯稱披戴頭巾是對她們自由的侵犯，甚至是種自卑的象徵。伊朗政府改變著裝規範（以及對它的看法）的嘗試在1930年代中期發生，當時親西方的獨裁統治者禮薩汗完全禁止伊朗婦女披戴頭巾。在同時許多種男性傳統服裝也以“西方人將會嘲笑我們這樣穿著”為由遭到禁止。西方歷史學家指出，如果女性確實自己選擇這樣做，則是種進步做法，但出於禁令，反而會羞辱和疏遠許多伊朗婦女，因為這樣做的效果如同假設歐洲婦女突然被命令裸體上街的情況相似。最後事態發生激烈轉變，警察受命在公共場合中，看到任何披戴頭巾的女性，即強制將之摘下。這種做法對女性造成精神和身體上的傷害。例如，婦女遭到毆打，而頭巾和罩袍被扯下，這是種侮辱和公開羞辱的做法。婦女家中被強行搜查，在1941年禮薩汗退位之前，許多婦女選擇寧可待在家中，以免外出會遭遇強制執行及羞辱。有些人甚至為此而自殺。
1935年夏天發生更大規模的暴力事件，導因是禮薩汗下令所有男人必須戴上歐洲風格的博勒帽，這是種西方衣著典範。在7月，馬什哈德市發生大規模的非暴力示威，但政府採取殘酷的鎮壓，估計因此死亡的人數在100至5,000人（包括婦女和兒童）之間。在禮薩汗的繼承人登基後，官方措施略有放鬆，戴頭巾或穿罩袍不再是違法行為，但對統治者而言，這種穿著被認為是屬於低下階層的落後標誌，這類人在攀登社會階梯會遇到重大障礙。 對戴頭巾或穿罩袍的婦女仍普遍存有歧視，公家機構積極勸阻使用，有些餐飲場所拒接待如此穿戴的女性。

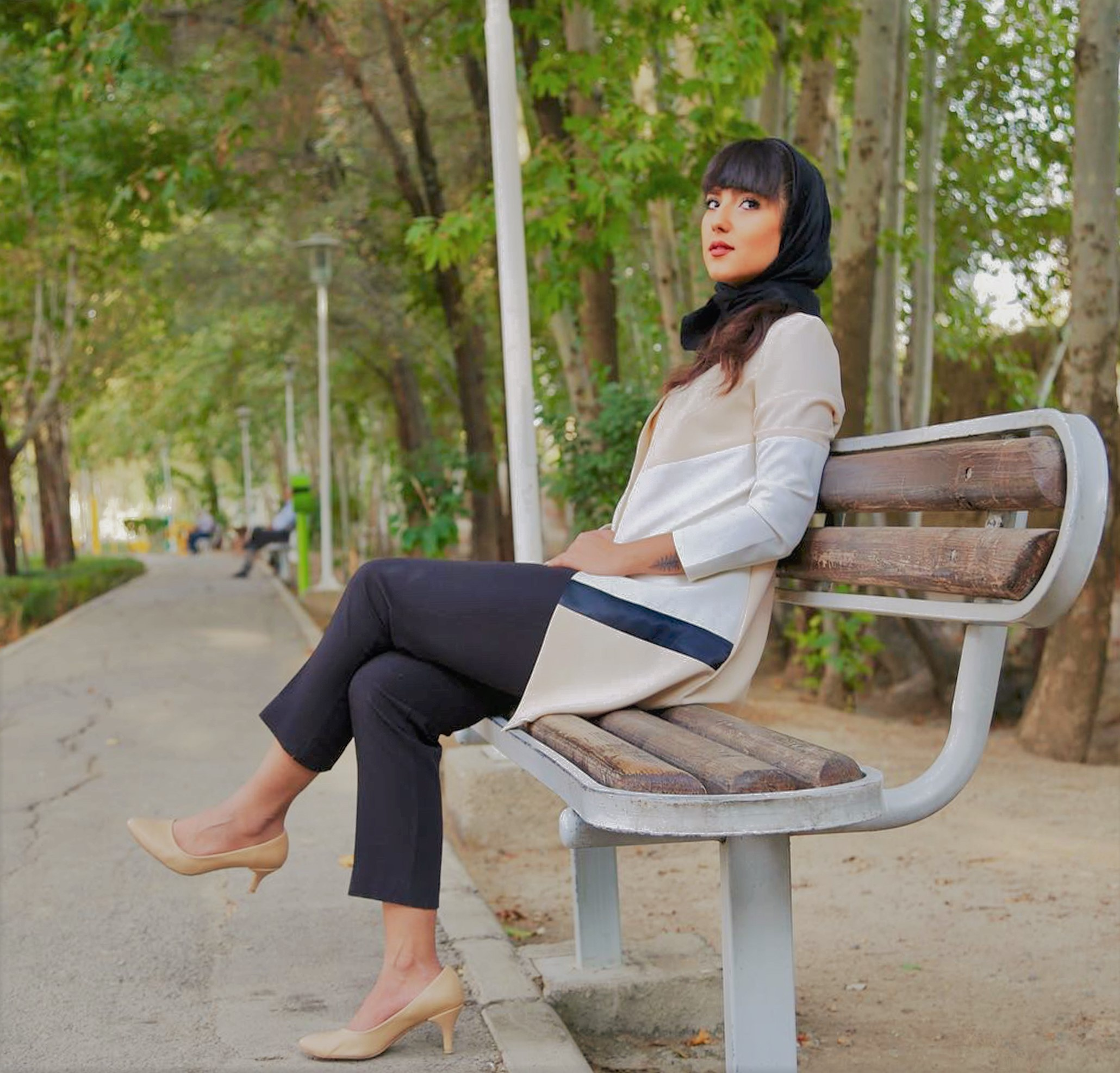
一位穿著頭巾和罩袍的伊朗女性。這兩種衣物是伊朗婦女最重要的希賈布。

在伊朗革命發生前幾年，一種質疑以歐洲為主的性別角色作為伊朗社會模式的風潮在大學生中獲得很高的支持，這種情緒體現在街頭示威中，許多來自原本不戴頭巾的中產階級婦女刻意戴上頭巾，象徵性地揚棄巴列維政權的性別意識形態及其激進的去文化做法。許多人認為女性應該恢復披戴頭巾以阻止伊朗身份和文化遭到進一步瓦解，從伊朗的角度來看，露出面孔的女性被視為是受到西方唯物主義和消費主義的剝削。參與者披戴頭巾和穿罩袍是革命當時的主要標誌之一，其他傳統伊朗服飾和穿著也在此時出現。所有女性都披戴頭巾和穿罩袍作為宗教和/或民族主義的象徵，甚至許多在革命前的世俗和已經西化，不再這樣穿著的女性，也開始如此穿著，以聲援絕大多數這樣穿著的女性。披戴頭巾和穿罩袍被用作重要的民粹主義工具，而這樣的伊朗婦女在革命成功中發揮重要的作用。

### 伊斯蘭共和國強制穿戴頭巾和相關問題
伊朗自從1984年立法要求所有伊朗女性披戴希賈布以來，已開始看出當時的女性時尚試圖在伊斯蘭謙虛守則的狹窄限制內運作，典型的著裝逐漸從標準的黑色罩袍演變成rusari（簡單型頭巾），與其他服裝的色彩元素相結合在2010年，有來自伊朗9個省份不同城市的531名年輕女性（年紀在15-29歲）參與一項研究，結果顯示，有77%較喜歡更嚴密的披覆，有19%喜歡寬鬆的披覆，只有4%根本不認為頭巾有必要。人們習慣西方服裝的趨勢與有66%的不遵守著裝規範有關聯。在德黑蘭，警察不再逮捕任何違反適度法規的婦女，而以罰款或上課來取代。

## 強制女性穿著希賈布的問題
伊朗在革命後的40年間發生許多社會變化，這現象通常被稱為“代溝”。而代溝差距過大，受到影響的有生活方式、家庭關係、政治和宗教等問題。對於許多年輕女性，一個日漸普遍的話題就是頭巾。伊朗在1979年革命之後，希賈布成為強制性和代表謙虛的服裝：寬鬆的衣服以及把所有頭髮覆蓋的Rusari。被稱為baddhi-jab（穿著看似符合法律要求，但並非嚴格遵守細節的女孩） 的數目也有所增加，這類人通常會把大部分頭髮露出來。許多年輕的伊朗城市女性聲稱她們已不是那麼傳統。許多人把自己所穿的服裝風格視為個人選擇，也包括頭巾在內。這種反對頭巾的現象和抗議活動成為對抗伊斯蘭政權的象徵。
伊朗裔美國籍女性新聞工作者瑪西·阿里內賈於2015年發起“我的隱身自由”網路活動，鼓勵伊朗女性上傳發布不戴頭巾的照片。在12月之後，僅德黑蘭一地就有超過35名參與者被捕。政府的反應很嚴峻；警方表示，任何參與活動的女性將被處以最長10年的監禁，在次年的4月網路上有影片顯示一位參與支持穿戴寬鬆希賈布的示威婦女，遭到Gast-e-Ersade（道德警察）的女性成員扇耳光，局勢變得更為緊張。這一事件也引起國際社會對伊朗婦女所面臨問題的關注。
Gast-E-Ersade（也稱為服飾指導巡邏隊）是穆塔韋（伊朗伊斯蘭宗教警察）中的一支，任務是執行伊朗的頭巾和著裝法，有權懲戒，甚至是逮捕那些不能通過著裝“謙虛測試”的女性。
因示威反對強制戴頭巾而被捕的婦女聲稱，她們被單獨監禁並遭受酷刑和毆打。這種抗議活動仍在持續，反應也越來越大。在2017年12月和2018年1月，幾名婦女摘下自己的頭巾以示抗議，這些婦女被稱為“革命街的女孩”。女孩中有位名為Vida Mohaved，被控以違反公共道德、鼓勵腐敗和賣淫而被捕，並被判處有期徒刑入獄一年。懲罰不僅針對抗議者，還針對為他們辯護的人；納斯林·索托德是位為抗議強制戴頭巾而被起訴婦女辯護的人權律師，她被判處入獄服刑38年和接受148下鞭笞。
她被控訴的罪名是非法集會和串供而危害國家安全、做反國家宣傳、加入各人權組織、鼓勵腐敗和賣淫、不穿戴伊斯蘭頭巾而出庭、擾亂公共和平與秩序以及發布虛假信息。在2019年5月13日，德黑蘭大學校園內發生大規模男女學生和平抗議，喊的口號是“縱然可能有學生會死亡，也不能容忍屈辱”，這些抗議者遭到擁護政府的反抗議者的襲擊。這類抗議活動的目的是把伊朗人聚集，以表達他們對政府的挫敗感，並努力達成長期以來持續尋求的改變。當伊朗官方進行干涉時，抗議行動會變得暴力。
納斯林·索托德在2018年被捕，她是2018年被捕的7名伊朗人權律師之一。

## 女性在伊朗文化中的角色

### 波斯文學
在過去兩個世紀中，女性在波斯文學中發揮重要作用，但絕大多仍由男性盤踞。女性文學作品多年來受到壓抑甚至是否認。當代伊朗女性詩人，如西敏·貝赫巴哈尼、法蘿·法洛克茲德、帕尔温·埃特萨米把女性文學帶入伊朗。西敏·貝赫巴哈尼寫下充滿激情的愛情詩以及充滿母愛的敘事詩，她倡導個人權利，不論性別、社會階級和宗教。此外，貝赫巴哈尼的作品不單獨強調女性，而是包含以及同時鼓舞女性及男性，她是伊朗作家協會主席，於1997年曾獲諾貝爾文學獎項提名。
當代女性作家包括有西敏·达内希瓦尔、馬什德·阿米薩伊、莫尼羅·拉瓦尼波和佐娅·皮尔扎德等等。西敏·达内希瓦尔的小說作品涵蓋伊朗革命前和革命後時期。她第一部短篇小說集tash-e khâmush (澆熄的火焰（Fire Quenched）) ，於1948年出版。這是伊朗首本由女性撰寫的短篇小說集。她在1969年出版反映20世紀二次世界大戰期間一個在設拉子地主家庭，名為萨巫颂的小說故事。這是首部由女性作者以波斯語撰寫的小說。达内希瓦尔是伊朗作家協會的第一任主席。莫尼羅·拉瓦尼波（伊朗裔美國人）在她的短篇小說於1980年代出版後於開始成名。她1990年的小說作品Zanân bedûn-e Mardân (沒有男人的女人（Women Without Men））描述的是性和身份的問題。許多人批評她的作品過於直言不諱，及挑戰許多傳統觀點，如性壓抑、女性童貞和性。她的作品最終被伊斯蘭共和國列為禁書。拉瓦尼波的作品包括短篇小說集 Kanizu（女奴）和小說Ahl-e gharq（強迫婚姻者）。拉瓦尼波的作品以關注沿海地區伊朗人的儀式、習俗和傳統而聞名。

### 伊朗音樂
卡瑪-歐-莫魯克·瓦紫麗（生1905年，卒1959年）是第一位在伊朗上台與男士共同演唱，而且不披戴頭巾的伊朗女性。瓦紫麗長於演唱波斯傳統歌曲，以波斯音樂之后而聞名
伊朗女性的創新不僅侷限在波斯音樂，例如古典吉他演奏者Lily Afshar正研究將波斯和西方的古典音樂作結合。
古谷溪是伊朗最著名的歌手之一。她的傳奇始於伊朗革命前時期，那時她在伊朗的名氣極高。她在1979年伊朗革命之後有20年未曾在伊朗登台演唱。她在2000年離開伊朗，在歐洲以及北美從事巡迴演唱，重新獲得好評。

### 現代藝術
伊朗婦女在伊朗的藝術，尤其是在伊朗電影獲得國際認可上發揮重要的作用。
自伊朗波斯電影新浪潮興起後，伊朗的電影學院畢業生人數創歷史新高；每年有20多位新導演（其中許多是女性）發表他們的處女作。在過去二十年裡，伊朗的女性在電影導演中的佔比超過大多數西方國家。

## 西方對伊朗女性的看法
西方民主國家對現代伊朗和穆斯林世界的女性，普遍所持的看法是她們為父權制度下的受害者，受到壓迫和奴役。:10霍梅尼對於這種觀點予以批評，他認為：
比如有人說在伊斯蘭世界裡，女人要把自己深鎖在家中，這是種污衊的說法。在伊斯蘭教早期，女性加入軍隊，甚至上過戰場打仗。伊斯蘭教不反對大學，它反對的是大學裡的腐敗；它反對大學裡的落後；它反對殖民者的大學。伊斯蘭教不會反對大學。伊斯蘭教賦予婦女權力。它把女性與男性並列。女性與男性平等。:37
此外，伊朗人普遍對外國女性持負面的看法，美國和西方女性經常被視為已遭受“商品化”以迎合男性慾望的個體。:10

## 進一步閱讀
- Persian Women & Their Ways Clara Colliver Rice. 1923. Seeley, Service & Co.
- Voices from Iran: The Changing Lives of Iranian Women. Mahnaz Kousha. Syracuse University Press. 2002.
- Veils and Words: The Emerging Voices of Iranian Women Writers. Farzaneh Milani. Published 1992 by I.B.Tauris
- Piyrnia, Mansoureh. Salar Zanana Iran. 1995. Maryland: Mehran Iran Publishing.
- Brosius, Maria. Women in Ancient Persia, 559–331 B.C. Oxford Classical Monographs. Oxford University Press (UK), 1998.
- Farman Farmaian, Sattareh. 1992. Daughter of Persia: A Woman's Journey from Her Father's Harem Through the Islamic Revolution. New York: Three Rivers Press.
- Najmeh Khalili Mahani, Women of Iranian Popular Cinema: Projection of Progress, Offscreen, Vol. 10, Issue 7, 2006-07-31,  （页面存档备份，存于）.

## 外部連結
- IranDokht' （页面存档备份，存于） – A comprehensive portal and magazine
- Iran Electoral Archive – Women in Politics 的存檔，存档日期2016-03-03.
- Iranian Women Resources （页面存档备份，存于）
- Qajar Women Archive （页面存档备份，存于）, a digital archive of primary-source materials related to the lives of women during the Qajar era (1786 - 1925) in Iran. The Harvard University Library (HUL) central infrastructure accommodates and catalogs the archive.
- WOMEN’S EDUCATION IN THE QAJAR PERIOD （页面存档备份，存于）, Encyclopædia Iranica
- WOMEN’S EDUCATION IN THE PAHLAVI PERIOD AND AFTER （页面存档备份，存于）, Encyclopædia Iranica
- Women of IRAN' 的存檔，存档日期May 7, 2010，., Social Documentary photos of Behrouz Reshad
- History of Iranian Photography. Women as Photography Model: Qajar Period, photographs provided by Bahman Jalali, Iranian Artists' site, Kargah